# Christine Truman
Christine Clara Truman (née le 16 janvier 1941 à Woodford Green, Grand Londres) est une joueuse de tennis britannique. Elle est aussi connue sous son nom de femme mariée, Christine Truman-Janes.

## Carrière tennistique
Championne britannique junior en 1956 et 1957, Christine Truman a joué à partir de la fin des années 1950.
En 1959, elle remporte Roland-Garros en simple : à dix-huit ans, elle devient la plus jeune gagnante de l'épreuve. La même année, elle perd en finale aux Internationaux des États-Unis et s'incline pareillement à Wimbledon en 1961.
Associée à Maria Bueno, elle gagne aussi le double dames aux Internationaux d'Australie en 1960 contre la paire Smith-Coghlan Robinson.
Plus en retrait à partir de 1965, elle se retire de la compétition en 1975, année où elle devient commentatrice sportive pour la BBC Radio.
Christine Truman a reçu la médaille de l'Ordre de l'Empire britannique en 2001.
Elle est mariée au joueur de rugby à XV des Wasps Gerry Janes.
Moins connue, sa sœur cadette Frances Eleanor « Nell » Truman (en) s'est également illustrée en Grand Chelem, atteignant la finale du French Open 1972, aux côtés de Winnie Shaw.